# Morin khuur
O Morin khuur (Mongol: морин хуур), é um instrumento de cordas típico da Mongólia. Apresenta duas cordas e é tocado por um arco, sendo classificado em 2008 pela UNESCO como Património Cultural Imaterial da Humanidade. 